# Charlotte Brändström

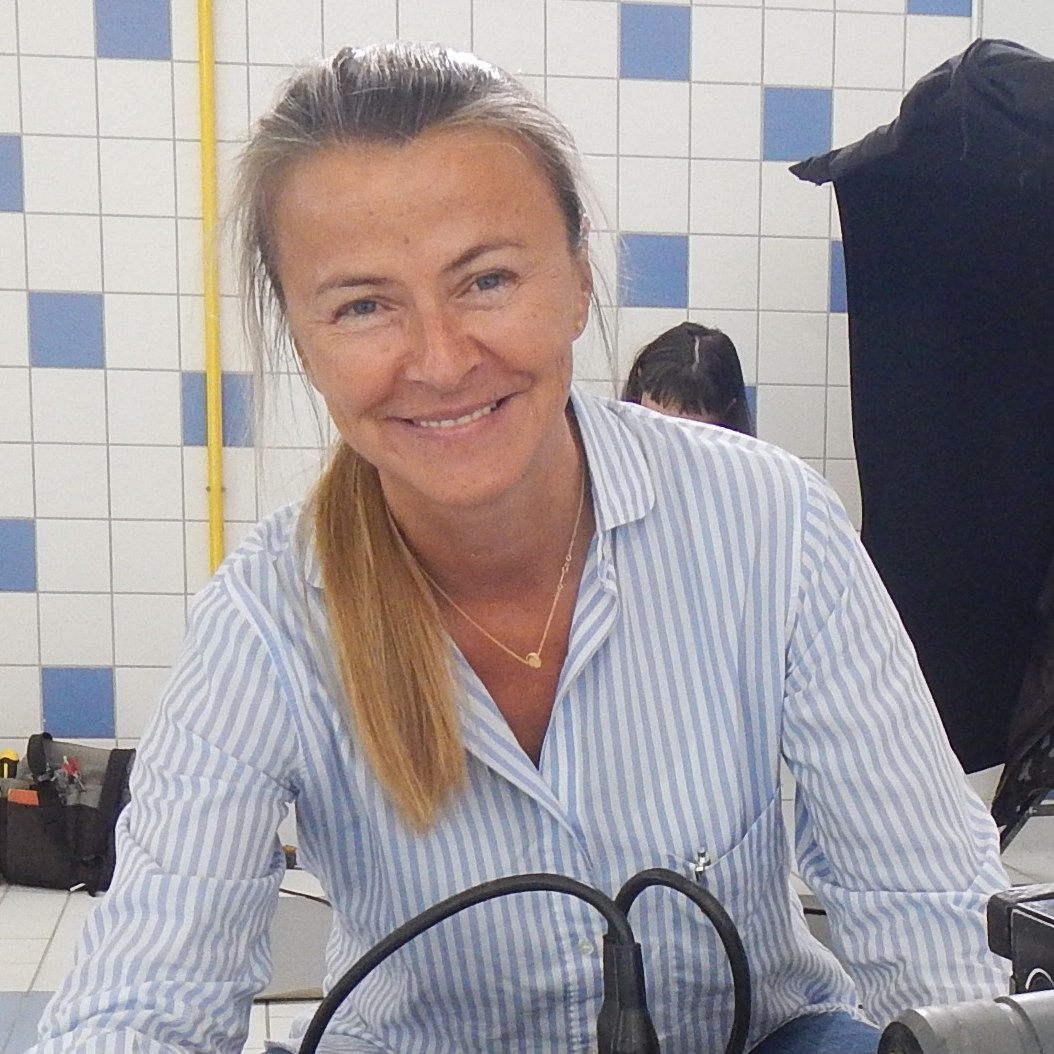
Charlotte Brändström 2014

Charlotte Brändström (* 30. Mai 1959 in Paris; manchmal auch als Brandstrom oder Brandström gelistet) ist eine schwedische Filmregisseurin.

## Leben und Karriere
Brändström wurde in Paris als Tochter schwedischer Eltern geboren, wuchs neben Frankreich und Schweden auch in den Vereinigten Staaten auf und dreht als Filmregisseurin hauptsächlich Produktionen für diese drei Länder.
Brändström studierte Anthropologie, weil sie Dokumentationen drehen wollte. Nachdem sie nach Los Angeles gekommen war, drehte sie dort zunächst Kurzfilme. Am American Film Institute absolvierte sie 1982 das Programm für Regie. Dann arbeitete sie im Filmschnitt, bis ein Drehbuch von ihr produziert wurde. Ihr Regiedebüt nach ihrem eigenen Drehbuch hatte sie 1989 mit Un été d’orages. Von 1995 bis etwa 2010 drehte sie französische Fernsehfilme und -serienepisoden, darunter Anfang der 2000er für die Krimiserien Brigade spéciale, Die Richterin und Julie – Agentin des Königs, die bei Filmfestivals ausgezeichnet wurden. Danach folgten in den 2010ern sowohl Episoden schwedischer Serien wie Mankells Wallander und GSI – Spezialeinheit Göteborg als auch amerikanischer Serien wie Outlander und Colony. 2015 drehte sie die gesamte achtteilige Staffel der französische Serie Disparue und 2018 die achtteilige schwedische Serie Conspiracy of Silence. Für Netflix drehte sie Episoden von The Witcher und für Prime Video Episoden von Der Herr der Ringe: Die Ringe der Macht, bei der sie auch in der zweiten Staffel wieder dabei sein wird.

## Filmografie
- 1989: Un été d’orages (auch Drehbuch)
- 1990: Rache ist süß (Sweet Revenge)
- 1991: Liebesspiel um Millionen (Road to Ruin)
- 1994: Liebe und andere Geschäfte (A Business Affair, auch Drehbuch)
- 1995: Ils n’ont pas 20 ans (Fernsehfilm)
- 1996: Le cheval de cœur (Fernsehfilm)
- 1996: Magic Horses (Dokumentation)
- 1997: Julie Lescaut (Fernsehserie, 2 Episoden)
- 1998: Drôle de père (Fernsehfilm)
- 1999: Le monde à l’envers (Fernsehfilm)
- 1999: Manège (Fernsehserie, 1 Episode)
- 1999, 2001: Brigade spéciale (Fernsehserie, 3 Episoden)
- 2000: La femme de mon mari (Fernsehfilm)
- 2001: Un couple modèle (Fernsehfilm)
- 2002: Die Richterin (Le juge est un femme, Fernsehserie, 1 Episode)
- 2002: Une Ferrari pour deux (Fernsehfilm)
- 2003: Fargas (Fernsehserie, 1 Episode)
- 2003: Une villa pour deux (Fernsehfilm)
- 2004: Julie – Agentin des Königs (Julie, chevalier de Maupin, Miniserie, 2 Episoden)
- 2006: Alerte à Paris! (Fernsehfilm)
- 2006: Opération Rainbow Warrior (Fernsehfilm)
- 2007: Le fântome de mon ex (Fernsehfilm)
- 2007: Ma fille est innocente (Fernsehfilm)
- 2008: L’affaire Bruay-en-Artois (Fernsehfilm)
- 2008: De sang et d’encre (Fernsehfilm)
- 2009: Aveugle mais pas trop (Fernsehfilm)
- 2009: Mankells Wallander: Rache (Wallander, Fernsehserie)
- 2010: Trahie! (Fernsehfilm)
- 2010: Les Dames (Fernsehserie, 1 Episode)
- 2011: Bartolis Gesetz (La loi selon Bartoli, Fernsehserie, 1 Episode)
- 2012: GSI – Spezialeinheit Göteborg (Johan Falk, Filmreihe, 2 Episoden)
- 2013: Les saisons meurtrières (Fernsehserie, 1 Episode)
- 2013: Mankells Wallander: Mordbrenner (Wallander, Fernsehserie)
- 2013–2014: Vaugand (Fernsehserie, 2 Episoden)
- 2015: Disparue (Fernsehserie, 8 Episoden)
- 2015–2016: Chicago P.D. (Fernsehserie, 2 Episoden)
- 2015–2019: Madam Secretary (Fernsehserie, 8 Episoden)
- 2016: Arrow (Fernsehserie, 1 Episode)
- 2016: Grey’s Anatomy (Fernsehserie, 1 Episode)
- 2016: Tyrant (Fernsehserie, 1 Episode)
- 2017: Art of Crime (L’art du crime, Fernsehserie, 2 Episoden)
- 2017: Occupied – Die Besatzung (Okkupert, Fernsehserie, 2 Episoden)
- 2017: Outlander (Fernsehserie, 2 Episoden)
- 2017–2018: Colony (Fernsehserie, 2 Episoden)
- 2018: Conspiracy of Silence (Ingen utan skuld, Fernsehserie, 8 Episoden, auch Executive Producer)
- 2018: FBI (Fernsehserie, 1 Episode)
- 2019: Counterpart (Fernsehserie, 2 Episoden)
- 2019: The Man in the High Castle (Fernsehserie, 1 Episode)
- 2019: The Witcher (Fernsehserie, 2 Episoden)
- 2020: The Outsider (Fernsehserie, 1 Episode)
- 2020: Away (Fernsehserie, 2 Episoden)
- 2021: Jupiter’s Legacy (Fernsehserie, 2 Episoden)
- 2021: Der unwahrscheinliche Mörder (Den osannolika mördaren, Fernsehserie, 5 Episoden)
- seit 2022: Der Herr der Ringe: Die Ringe der Macht (The Lord of the Rings: The Rings of Power, Fernsehserie)
- 2023: The Continental (The Continental: From the World of John Wick, Fernsehserie, 1 Folge)

## Auszeichnungen und Nominierungen
- 1990 Los Angeles Women in Film Festival: Lillian Gish Award für Un été d’orages
- Cognac Festival du Film Policier
  - 2001 Grand Prix (Fernsehfilm) für Brigade spéciale
  - 2002 Grand Prix (Fernsehfilm) für Die Richterin
- 2005 International Emmy Awards: Nominierung in der Kategorie Fernsehfilm/Miniserie für Julie – Agentin des Königs
- Luchon International Film Festival
  - 2006 Grand Prize Thriller für Alerte à Paris!
  - 2007 Grand Prize Series für Julie – Agentin des Königs
- 2014 SACD Awards: Fernsehpreis